# Manuel Duarte
Pour les articles homonymes, voir Duarte.
Manuel de Almeida Duarte est un footballeur portugais né le 29 mai 1945 à Celorico da Beira, et décédé le 2 septembre 2022. Il évoluait au poste d'attaquant.

## Biographie
International, il reçoit 2 sélections en équipe du Portugal en 1966. Il fait partie du groupe portugais qui se classe troisième de la Coupe du monde 1966, mais il ne joue aucun match lors de la compétition.

## Carrière
- 1962-1964 :  Académica de Coimbra
- 1964-1966 :  Leixões SC
- 1966-1970 :  Sporting Portugal
- 1970-1971 :  FC Porto
- 1971-1972 :  Varzim SC
- 1972-1978 :  AD Fafe
- 1978-1979 :  Atlético Cabeceirense

## Palmarès

### En sélection
- Troisième de la Coupe du monde en 1966